# Sympistis buchis
Sympistis buchis là một loài bướm đêm thuộc họ Noctuidae. Nó được tìm thấy ở miền tây Colorado tới miền nam Utah phía nam đến tây bắc Arizona at altitudes of khoảng 6,000 foot.
It's habitat consists of sandy soils.
Sải cánh dài 24–28 mm. Con trưởng thành bay từ cuối tháng 7 đến tháng 8 và tháng 9